# Pediacus stephani
Pediacus stephani är en skalbaggsart som beskrevs av Thomas 2004. Pediacus stephani ingår i släktet Pediacus och familjen plattbaggar. Inga underarter finns listade i Catalogue of Life.